# Distretto di Kırkağaç
Il distretto di Kırkağaç (in turco Kırkağaç ilçesi) è uno dei distretti della provincia di Manisa, in Turchia.